# 安阳婴儿
《安阳婴儿》是一部由中国第六代導演王超的电影作品。该片的导演、制片人兼编剧都是王超，他曾是导演陈凯歌的助手。影片根据王超同名小说改编。在《安阳婴儿》之后，王超又指导了电影《日日夜夜》（2004年）及《江城夏日》（2006年）。
影片通篇使用静止的镜头和自然光拍摄，体现了独特的效果。

## 电影情节
在一个冬天，中国河南安阳的下岗工人肖大刚（孙桂林饰）在路边面条摊上吃饭时，得知摊主拾到一名弃婴。肖大刚发现这个婴儿身上有一张纸条，说收养这个孩子的人可以每个月得到二百元人民币的抚养金，还有一个传呼机号。肖大刚决定收养婴儿。他给传呼机主人打电话，发现婴儿的母亲是来自中国东北的娱乐厅坐台小姐冯艳丽（祝捷饰）。两人在一家清真面馆吃了面条后分手。
冯艳丽在娱乐厅和一个黑道老大（岳森谊饰）发生争执失去工作。肖大刚在住家附近街边修理自行车。肖大刚向冯艳丽表明要把孩子还给冯。但两人随后发生性行为之后肖大全提议他继续抚养婴儿，并让冯用他的家从事性交易。两人在不工作的时候一起抱着孩子上街，并且晚上在一起生活。冯艳丽计划开春之后停止从事性工作。
这种暂时的平静不久被打破。黑道老大身患血癌不久于人世，找到冯艳丽，要承认婴儿是自己的孩子。冯否认婴儿是他的孩子，但也没有回答是谁的孩子。肖大刚坚持要在旁边听两人的谈判，惹恼了黑道老大，两人发生武力冲突。冲突结果没有明说，但肖大刚被警方逮捕。冯艳丽带着孩子去看守所看望肖大刚。肖大刚说如果他死了，要冯善待这个孩子，因为他是肖大刚的后代。冯点头应允。
一个月后，在一次警方扫黄行动中，冯艳丽抱着孩子仓皇奔逃，情急之下把孩子塞给一个路人。躲过警察之后她又跑回来找孩子，被留下的便衣警察抓获遣返。在火车闷罐车厢内，冯艳丽幻觉那个被塞给孩子的路人就是肖大刚。

## 所获奖项
影片《安阳婴儿》在美国第37届芝加哥国际电影节上获得费比西（FIPRESCI AWARD）国际电影评论大奖。 并入选54届戛纳国际电影节“导演双周”单元，收到广大的好评。